# Podagrion mantisiphagum
Podagrion mantisiphagum är en stekelart som först beskrevs av Mani 1936.  Podagrion mantisiphagum ingår i släktet Podagrion och familjen gallglanssteklar. Inga underarter finns listade i Catalogue of Life.